# Pentimento
Il termine pentimento (dal latino poenitentia) designa una volontà personale e sincera di assumere responsabilmente le conseguenze di atti ritenuti come moralmente riprovevoli commessi in passato e di impegnarsi a non perpetuarli. 
Il pentimento esprime anche uno stato d'animo di dolore, rammarico e rimorso rispetto a un atto compiuto o pensato precedentemente. È un concetto che può riferirsi a vari ambiti (morale, religioso, giuridico, ecc.); nell'ambito psicoanalitico, Sigmund Freud in Totem e tabù  ha evidenziato il collegamento dell'idea di pentimento con i concetti di colpevolezza e di desiderio di espiazione.